# Fall from the Sky
Chansons représentant l'Albanie au Concours Eurovision de la chanson
Ktheju tokës
(2019) Karma
(2021)
Fall from the Sky est une chanson de la chanteuse albanaise Arilena Ara sortie le 9 mars 2020 en téléchargement numérique. La chanson aurait dû représenter l'Albanie au Concours Eurovision de la chanson 2020, à Rotterdam, aux Pays-Bas.

## À l’Eurovision

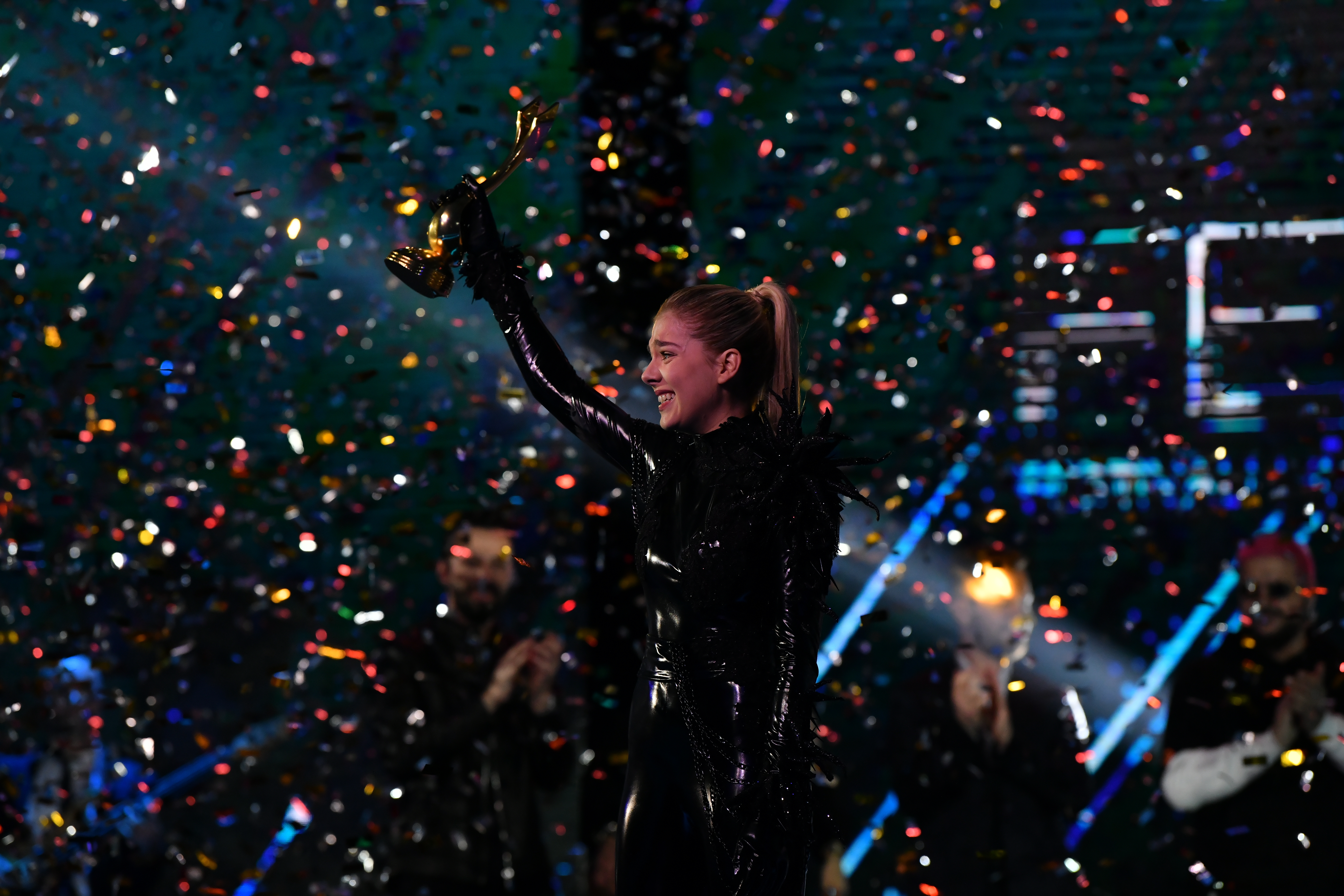
Arilena Ara, gagnante au Festivali I Këngës 2019.

Le 22 décembre, la chanteuse Arilena Ara remporte le Festivali I Këngës 2019, sélection albanaise pour l'Eurovision avec sa chanson Shaj. Pour la participation à l'Eurovision 2020, la chanson est traduite en anglais et publiée sous le titre Fall from the Sky le 9 mars 2020.
La chanson aurait dû être interprétée en douzième position de l'ordre de passage de la deuxième demi-finale, le 14 mai 2020. Cependant, le 18 mars 2020, l'annulation du Concours en raison de la pandémie de Covid-19 est annoncée.